# 湯野田橋
湯野田橋（ゆのだばし）は、佐賀県嬉野市嬉野町の湯野田川に架かる国道34号の道路橋。1888年（明治21年）に完成した石造アーチ橋。現役で使用されている橋長15メートル以上の国道の橋としては日本国内最古。2014年度に土木学会選奨土木遺産に認定されている。

## 特徴
橋長15.2メートル、橋幅8.3メートル、最大支間長10.0メートルの石造1径間単純アーチ橋。幹線道路の橋としては小規模だが、明治中期の建設時には想定されていなかったであろう重車両の通過や増加した交通量にも耐え、使用され続けている。
石材の加工とその積み方の設計は精緻に行われている。アーチ部に用いる輪石の厚みは天端で55センチ、下部で70センチで、下に行くほど厚くなる。この手法はコンクリート橋ではよく用いられるが、石造アーチ橋では設計も加工も煩雑になるため、国内では例がないものと報告されている。また壁石は擦り合わせて丁寧に積まれている。
基礎となる橋台も石垣で、アーチの根元から基礎に繋がる部分が横から見ると「く」の字に曲がるような特色ある積み方が採用されている。この積み方は、佐賀県内でも不動山の複数の眼鏡橋などにみられる地域的なもので、これを継承する技術者や石工の手によるものと考えられる。また、石垣の中には漆喰を詰めて補強が行われている。
インフラツーリズムの喚起などを目的に九州地方整備局が発行するカード型パンフレット「九州インフラカード」の対象施設のひとつとなっている。
湯野田川は塩田川支流の川で、すぐ上流にも石造アーチ橋の湯野田上橋が架かる。こちらはより古い長崎街道の橋。

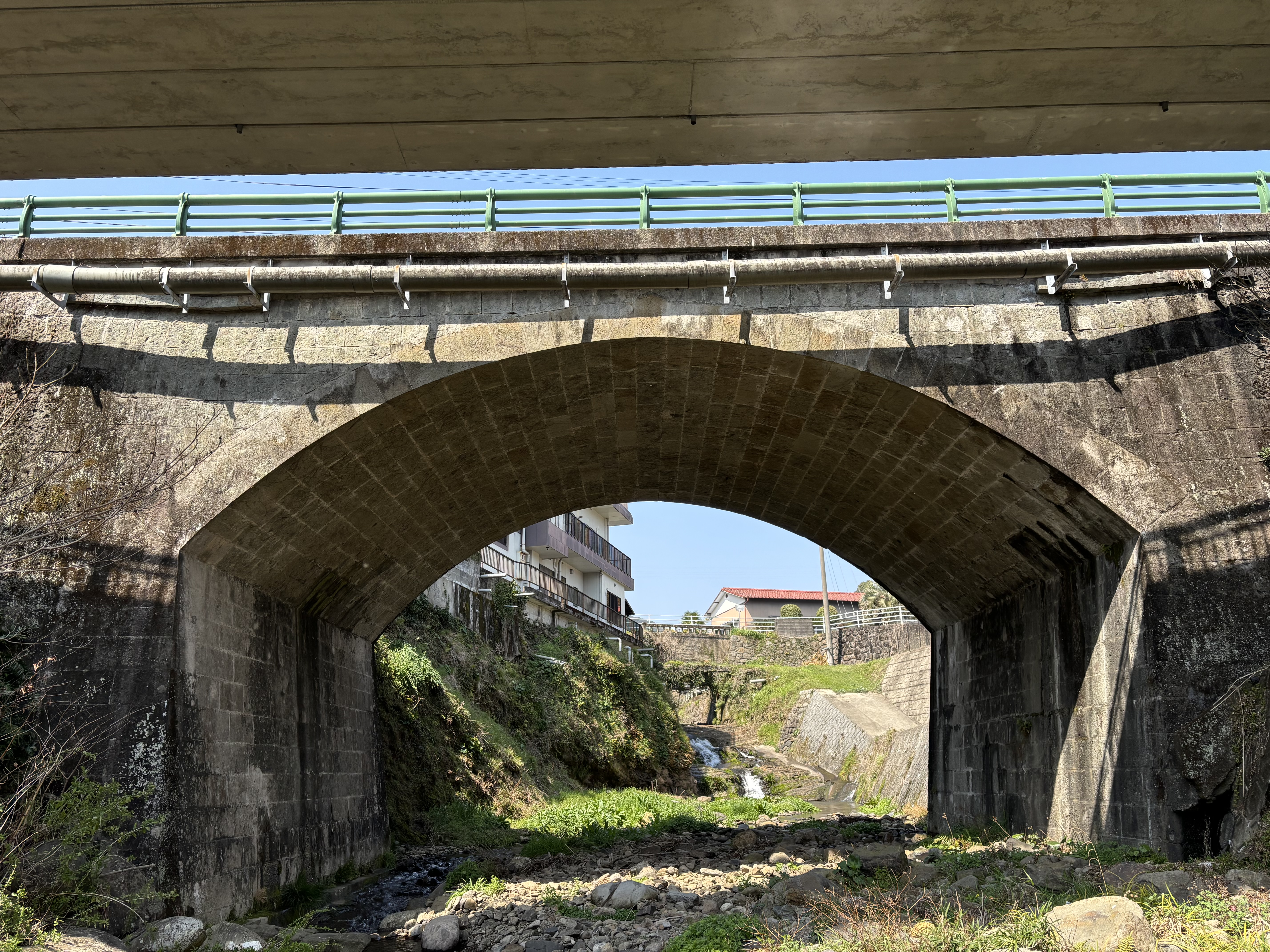
アーチ部の輪石は下に行くほど厚い
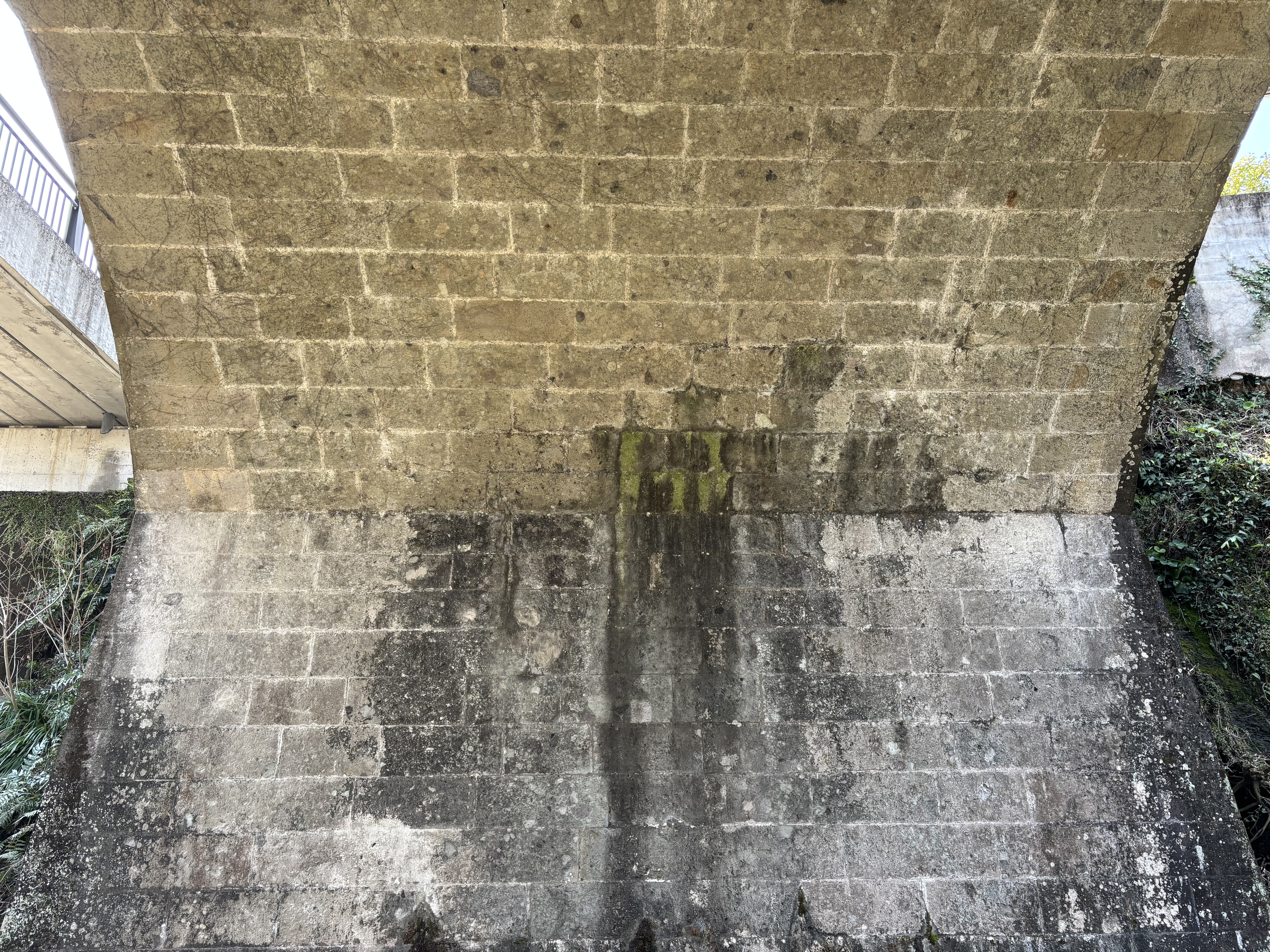
アーチ部の拡大